# Lochieu
Lochieu är en kommun i departementet Ain i regionen Auvergne-Rhône-Alpes i östra Frankrike. Kommunen ligger  i kantonen Champagne-en-Valromey som ligger i arrondissementet Belley. Kommunens areal är 7,07 km². År 2018 hade Lochieu 86 invånare.

## Befolkningsutveckling
Antalet invånare i kommunen Lochieu
Referens: INSEE